# Danmarks Basketball Forbund
Der Danmarks Basketball Forbund (DBBF) ist der offizielle Basketball-Verband in Dänemark. Er hat seinen Sitz im Idrættens Hus in Brøndby, einem Vorort von Kopenhagen. 

## Geschichte und Aufgaben
Der Verband wurde 1947 gegründet. Seit 1951 ist der Verband auch Mitglied der Fédération Internationale de Basketball (FIBA) und damit auch der FIBA Europa. Präsident des Verbandes ist zur Zeit Mads Young Christensen. Der Verband ist für die Organisation, Leitung und Entwicklung des Basketballsports in Dänemark verantwortlich. Der Verband vertritt Basketball gegenüber Behörden sowie nationalen und internationalen Sportorganisationen. Zusätzlich verteidigt der Verband auch die moralischen und materiellen Interessen des dänischen Basketballs. Der Verband organisiert die nationale Meisterschaft und ist für die Dänische Basketballnationalmannschaft der Herren und die Dänische Basketballnationalmannschaft der Damen verantwortlich.

## Fakten zum Basketball in Dänemark
| Kriterium                                    | Anzahl       | Beleg |
| -------------------------------------------- | ------------ | ----- |
| Registrierte Vereine                         | 143          | [ 1 ] |
| Lizenzierte weibliche Basketballspielerinnen | 3.695        | [ 1 ] |
| Lizenzierte männliche Basketballspieler      | 8.204        | [ 1 ] |
| Unlizenzierte Basketballspieler/innen        | keine Angabe | [ 1 ] |

## Basketballnationaltrainer des Verbandes (Auswahl)
- Charles Barton (Basketballtrainer)
- Erez Bittman

- Arnel Dedić

- Steve Hebold
- Peter Hoffman

- Richard Lien

## Basketballfunktionäre des Verbandes (Auswahl)

### Liste von Präsidenten
| Name                   | von | bis | Beleg |
| ---------------------- | --- | --- | ----- |
| Mads Young Christensen |     |     | [ 2 ] |
| Michael Honore Bloch   |     |     |       |